# Боргата Вјетоне
Боргата Вјетоне је насеље у Италији у округу Торино, региону Пијемонт.
Према процени из 2011. у насељу је живело 18 становника. Насеље се налази на надморској висини од 387 м.